# 福隆文阁
福隆文阁，位于中国广东省东莞市东莞市石排镇福隆村，为东莞市的一个市、县级文物保护单位，类型为古建筑，公布时间为2004年1月8日。
福隆文阁的历史年代为明－清。